# Кюири-лез-Ивьер
Кюири́-лез-Ивье́р (фр. Cuiry-lès-Iviers) — коммуна во Франции, находится в регионе Пикардия. Департамент коммуны — Эна. Входит в состав кантона Вервен. Округ коммуны — Лан.
Код INSEE коммуны — 02251.

## Население
Население коммуны на 2010 год составляло 37 человек.
| 1962 | 1968 | 1975 | 1982 | 1990 | 1999 | 2010 |
| ---- | ---- | ---- | ---- | ---- | ---- | ---- |
| 72   | 66   | 50   | 48   | 40   | 40   | 37   |

## Экономика
В 2010 году среди 22 человек трудоспособного возраста (15—64 лет) 17 были экономически активными, 5 — неактивными (показатель активности — 77,3 %, в 1999 году было 78,3 %). Из 17 активных жителей работали 15 человек (7 мужчин и 8 женщин), безработных было 2 (1 мужчина и 1 женщина). Среди 5 неактивных 1 человек был учеником или студентом, 4 — пенсионерами, 0 были неактивными по другим причинам.